# Amt Eiderkanal
Das Amt Eiderkanal ist ein Amt im Kreis Rendsburg-Eckernförde in Schleswig-Holstein. Das Amt hat seinen Verwaltungssitz in der Gemeinde Osterrönfeld. Es ist außerdem eine Verwaltungsstelle in Schacht-Audorf vorhanden.

## Amtsangehörige Gemeinden
- Bovenau
- Haßmoor
- Ostenfeld (Rendsburg)
- Osterrönfeld
- Rade b. Rendsburg
- Schacht-Audorf
- Schülldorf

## Geschichte
Das Amt wurde am 1. Januar 2007 im Zuge der schleswig-holsteinischen Verwaltungsstrukturreform aus den Gemeinden des Amtes Osterrönfeld und der bis dahin amtsfreien Gemeinde Schacht-Audorf gebildet.